# Lycochoriolaus similis
Lycochoriolaus similis är en skalbaggsart som först beskrevs av Linsley 1970.  Lycochoriolaus similis ingår i släktet Lycochoriolaus och familjen långhorningar. Inga underarter finns listade i Catalogue of Life.